# Région métropolitaine de Sherbrooke

La région métropolitaine de Sherbrooke en 2011

La région métropolitaine de Sherbrooke est une entité géostatistique définie par Statistique Canada qui est formée de la ville Sherbrooke, de la ville de Magog, de la municipalité de canton d'Orford, de la municipalité de paroisse de Saint-Denis-de-Brompton, de la municipalité de Compton, de la municipalité d'Ascot Corner, de la municipalité de Stoke, de la ville de Waterville, de la municipalité de canton d'Hatley, de la municipalité de Val-Joli et du village de North Hatley.

## Démographie
Lors du recensement de 2011, la population de l'agglomération de recensement de Sherbrooke était de 201 890 habitants sur une superficie de 1 459,61 km2.